# Зет од Шипова
З. Е. Т. од Шипова (или З.E.T. Фест - З.абава, Е.кологија и Т.уризам) био је музички фестивал који се од 2016. до 2018. године одржавао на Јањским Отокама, општини Шипово у Републици Српској. Фестивал се одржавао на подручју нетакнуте природе, у циљу подстицања људи на очување животне средине, развоја туризма и промовисања неафирмисаних бендова. Поред музичког дела, посетиоци фестивала могли су уживати у бициклистичким турама, пењању на стену, прављењу котлића, као и у многим другим играма.

## Програм фестивала

### Програм фестивала З. Е. Т 2016. године
| Извођач                              | Датум и време                |
| ------------------------------------ | ---------------------------- |
| Отварање врата З. Е. Т кампа         | 27. август 2016. 7:00        |
| Отварање фестивала З. Е. Т од Шипова | 27. август 2016. 12:00-13:00 |
| Ничим изазван                        | 27. август 2016. 22:30-00:00 |
| Психомодо поп                        | 27. август 2016. 00:00-02:00 |
| З. Е. Т забава                       | 27. август 2016. 02:00       |
| Дивљи дух — плесна авантура          | 28. август 2016. 10:00-12:00 |
| Irie FM                              | 28. август 2016. 22:45-00:15 |
| Атеист реп                           | 28. август 2016.00:30-02:00  |
| З. Е. Т забава                       | 28. август 2016.02:00        |

### Програм фестивала З. Е. Т 2017. године
| Извођач | Датум и време        |
| --- | -------------------- |
| Отварање врата З. Е. Т кампа | 13. јул 2017. 8:00   |
| Званично отварање: Тупас мене | 13. јул 2017. 13:00- |
| Разговор о државном развоју : Туризам — шта да понудимо и како то продати?                                                             | 13. јул 2017. 14:00  |
| Разговор о државном развоју : Очување и заштита природе, заштићена подручја                                                            | 13. јул 2017. 16:30  |
| З. Е. Т хит : KOB | 13. јул 2017. 19:30  |
| Непријатељ прелази Зеку | 13. јул 2017. 20:30  |
| Гужва у шеснаестерцу | 13. јул 2017. 21:45  |
| Бркови | 13. јул 2017. 23:00  |
| З. Е. Т хорор биоскоп | 13. јул 2017.01:00   |
| З. Е. Т буђење | 14. јул 2017. 10:00  |
| Разговор о одрживом развоју : Енергетска ефикасност и обновљиви извор енергије                                                         | 14. јул 2017. 12:00- |
| Разговор о државном развоју : Туризам — шта да понудимо и како то продати?                                                             | 13. јул 2017. 14:00  |
| Радионица : Ручна израда соларног панела од лименки Јелен пива                                                                         | 14. јул 2017. 13:30  |
| Сода&Гомора | 14. јул 2017. 19:00  |
| Неуро | 14. јул 2017. 19:45  |
| Бед копи | 14. јул 2017. 20:45  |
| Рибља чорба | 14. јул 2017. 22:15  |
| Рамбо Амадеус | 14. јул 2017.00:00   |
| Мала ноћна музика | 14. јул 2017.01:30   |
| З. Е. Т буђење | 15. јул 2017. 10:00  |
| Дивљи дух — музика и игра | 15. јул 2017. 12:00  |
| Активности у природи са ТО Шипово: - шетња до извора реке Јањ - изглет у прашуму Јањ - бициклистичка тура : Јањске отоке — извор Пливе | 15. јул 2017. 13:30  |
| З. Е. Т авантура | 15. јул 2017. 14:30  |
| Shanghai Street fight | 15. јул 2017. 19:30  |
| Земља грува | 15. јул 2017. 20:30  |
| Хладно пиво | 15. јул 2017. 22:00  |
| Ритам нереда | 15. јул 2017. 00:00  |
| Мала ноћна музика | 15. јул 2017. 01:30  |
| Чишћење кампа | 16. јул 2017.        |
| Најбоља З. Е. Т фотографија | 16. јул 2017.        |

Заштитно лице, односно К. У. М. З. Е. Т. фестивала 2017. године био је Мирослав Радуљица.

### Програм фестивала З. Е. Т 2018. године
| Извођач                                                                      | Датум и време        |
| ---------------------------------------------------------------------------- | -------------------- |
| Отварање врата З. Е. Т кампа                                                 | 26. јул 2018. 8:00   |
| Званично отварање: З.е.твртком на хард рок радију                            | 26. јул 2018. 10:00- |
| Пита за доручак                                                              | 26. јул 2018. 11:00  |
| Разговор о одрживом развоју : Т.уризам — брендирање локалитета               | 26. јул 2018. 11:30  |
| Разговор о одрживом развоју: Е.кологија — заштита вода и управљање ресурсима | 26. јул 2018. 13:15  |
| Јелен З. Е. Т игре                                                           | 26. јул 2018. 14:00  |
| Јелен З. Е. Т хит: Варварогеније                                             | 26. јул 2018. 19:00  |
| Ватра                                                                        | 26. јул 2018. 19:45  |
| Ватрени пољубац                                                              | 26. јул 2018. 20:45  |
| Ритам нереда                                                                 | 26. јул 2018. 22:00  |
| Мортал комбат                                                                | 26. јул 2018. 23:15  |
| Дивље свиње                                                                  | 27. јул 2018. 00:30  |
| З. Е. Т хорор биоскоп                                                        | 27. јул 2018. 02:00  |
| З. Е. Т буђење                                                               | 27. јул 2018. 10:00  |
| Промоција књиге: „Рокенрол у канџама интернета 2“, Бранимир Локнер           | 27. јул 2018. 11:00  |
| Јавна трибина: Како пропада рокенрол                                         | 27. јул 2018. 12:00  |
| Јелен З. Е. Т игре                                                           | 27. јул 2018. 14:00  |
| ПОИ — Основе жонглирања                                                      | 27. јул 2018.14:00   |
| Радионица: Ре—употреба и израда соларног панела од лименки Јелен пива        | 27. јул 2018. 14:00  |
| Д—ЗОО                                                                        | 27. јул 2018. 19:30  |
| Перо Деформеро                                                               | 27. јул 2018. 20:30  |
| Кербер                                                                       | 27. јул 2018. 21:45  |
| Саншајн                                                                      | 27. јул 2018. 23:30  |
| Мала ноћна музика                                                            | 28. јул 2018. 01:30  |
| З. Е. Т буђење                                                               | 28. јул 2018. 10:00  |
| Јелен З. Е. Т котлић                                                         | 28. јул 2018. 10:00  |
| З. Е. Т тренинг                                                              | 28. јул 2018. 10:00  |
| Стрип радионица                                                              | 28. јул 2018. 11:00  |
| Дух дивљине: слобода плесног покрета уз афрички ритам                        | 28. јул 2018. 12:00  |
| Планинарска шетња: Јањске отоке — извор реке Пливе                           | 28. јул 2018. 12:00  |
| Бициклистичка тура: Јањске отоке — извор реке Пливе                          | 28. јул 2018. 12:00  |
| Излет у прашуму Јањ                                                          | 28. јул 2018. 12:00  |
| Радионица: Ре—употреба и израда соларног панела од лименки Јелен пива        | 28. јул 2018. 14:00  |
| З. Е. Т авантура                                                             | 28. јул 2017. 14:00  |
| Јелен З. Е. Т игре                                                           | 28. јул 2017. 14:00  |
| Јелен З. Е. Т котличијада (оцењивање)                                        | 28. јул 2017. 16:00  |
| Афродизијак: радионица удараљки и ритма                                      | 28. јул 2017. 18:00  |
| Тексас флуд                                                                  | 28. јул 2017. 19:45  |
| Панкрти                                                                      | 28. јул 2017. 21:00  |
| YU grupa                                                                     | 28. јул 2017. 22:30  |
| Тупас мене                                                                   | 29. јул 2017. 00:15  |
| Мала ноћна музика                                                            | 29. јул 2017. 01:30  |